# Fritillaria gracilis
Fritillaria gracilis är en ryggsträngsdjursart som beskrevs av Lúcia Garcez Lohmann 1896. Fritillaria gracilis ingår i släktet Fritillaria och familjen bägargroddar. Arten har ej påträffats i Sverige. Inga underarter finns listade i Catalogue of Life.